# Juan Bautista Topete
|  | Per a altres significats, vegeu «Juan Bautista Topete y Viaña». |

Juan Bautista Topete   (San Andrés Tuxtla, 24 de maig de 1821 - Madrid, 29 d'octubre de 1885) va ser un marí, militar i polític espanyol, vicealmirall de la Reial Armada Espanyola, heroi de la Primera Guerra del Pacífic. Políticament, és recordat per la seua capital intervenció a la Revolució de 1868 i fou elegit diputat per Vic a les eleccions generals espanyoles de 1869. Fou ministre en diverses ocasions i President del Consell de Ministres, amb caràcter interí, en tres ocasions: la primera, entre el 25 d'agost i el 21 de setembre de 1869; la segona, entre el 27 de desembre de 1870 i el 4 de gener de 1871; la tercera, entre el 26 de maig i el 5 de juny de 1872.

## Joventut

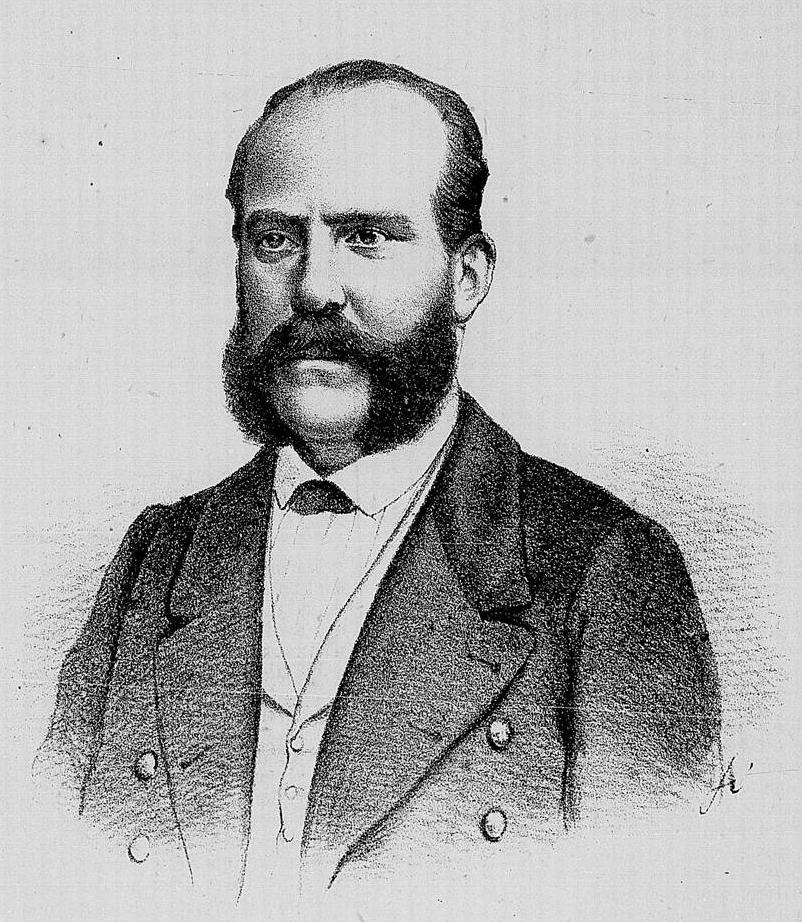
Almirall Topete.

Va néixer al poble de San Andrés Tuxtla, en l'actual Estat de Veracruz (Mèxic), en 1821, durant els últims dies de la dominació espanyola en la Nova Espanya. San Andrés Tuxtla pertanyia militarment a la jurisdicció de la tercera divisió de milícies de la costa del nord assentada a Tlacotalpan i de la qual era comandant el seu pare. Va passar la seva infantesa a l'Havana, on estava destinat el seu pare, Juan Bautista Topete y Viaña, i la seva esposa Clara Carballo Romay. Veient la inclinació del jove cap al mar, el van autoritzar i van realitzar la petició de sol·licitud d'accés a la Reial Armada, en la que va entrar als 15 anys, pel 1836.
Des del tancament de les Reials Companyies de Guardiamarines i Col·legi Naval, fins a l'obertura del nou centre d'ensenyament marítim propiciat pel ministre Armero, els qui obtenien la gràcia de l'alumnat no formaven cos ni compartien aules, sinó que directament embarcaven en dilatats periples de pràctiques en els bucs disponibles de l'Armada. El jove Topete va haver d'anar a San Fernando a passar l'examen d'accés. Després de passades les proves fou admès segons la Reial Ordre del 26 d'agost de 1836. El mateix dia se'l va ordenar embarcar en la fragata Esperanza.
Durant prop de tres anys, entre 1836 i 1839 va cobrir les primeres etapes en les aigües de l'illa de Cuba, primer al bergantí Marte i a continuació amb la fragata Restauración, amb les quals va realitzar innombrables creuers tractant de combatre el contraban d'armes i el tràfic de negres. També, i per poc temps, va exercir comissions a bord de la corbeta Villa de Bilbao. Tanta permanència en la mar va produir que la seva salut es ressentís, per la qual cosa va embarcar en la fragata mercant Unión, en la que va efectuar la travessia de l'oceà Atlàntic, arribant a Santander a la fi de 1839, recentment acabada la Primera Guerra Carlista.
L'any 1840 el passa embarcat en diversos bucs, entre ells el vapor Delfín i les fragates Isabel II i Cortés. Per ordre superior, transborda al bergantí Patriota, amb el qual realitza intervencions de tota mena en les aigües del Mediterrani, enfront de les costes de Catalunya i Llevant, des de transport de tropes, municions i pólvora, fins a expatriacions de persones.
El 2 de gener de 1841 embarca en la fragata Isabel II amb destinació a l'Havana, on el seu pare ja no estava al comandament de l'arsenal. A la seva arribada transborda a la seva ja conegut bergantí Marte. El canvi de bucs és constant, perquè hi ha pocs oficials; embarca en la corbeta Liberal i més tard en el vapor Congreso, realitzant amb tots ells creuers pel sinus Mexicanus. El 21 d'octubre, com figura en el seu full de serveis:
| « | ...amb greu risc de la seva vida, va salvar la d'un tripulant del vapor Congreso, que havia caigut al mar i que era a punt d'ofegar-se, ell es va llançar a l'aigua i va impedir que succeís el pitjor. | » |

Per la seva i valentia va ser condecorat posteriorment amb la Creu del Mèrit Naval.
La persecució dels bucs negrers es va convertir en la missió principal de l'Armada Espanyola en aigües americanes. El Governador Jerónimo Valdés convoca als traficants d'esclaus i impedeix el desembarcament d'expedicions a l'illa. Fins a 1844 es troba afecte a les forces navals de la posta de l'Havana, per la qual cosa utilitza els bucs que allí estan, entre altres el vapor Congreso i la fragata Isabel II.
El seu nou ascens a tinent de navili l'obliga a tornar a Cuba, on arriba al vespre de Nadal de 1845. En arribar se li atorga el comandament de la goleta Cristina, de la qual no pot prendre el comandament fins a la primavera de 1846, doncs és comissionat a l'illa de Puerto Rico com a oficial del navili Soberano. Amb el seu buc presta serveis a Baracoa, illa de Corremell, Dones i Centoy. La situació en aquests moments és molt crítica i incòmoda, perquè s'havia afusellat el poeta Plácido, acusat de conspirar contra la corona d'Espanya.
En 1847 per primera vegada els secessionistes cubans inicien converses amb els Estats Units, per la qual cosa, al comandament de la goleta Cristina, Topete ha d'anar d'un costat a un altre de l'illa per tractar d'evitar el contraban d'armes ianqui.
En empitjorar la seva salut, demana i se li concedeix un permís de quatre mesos, però és destinat a la Cort, on compleix missions d'enllaç. El 21 de novembre de 1849 és nomenat oficial d'ordres de la divisió naval del Mediterrani, que cobreix des de l'Arsenal de Cartagena a la frontera amb França, incloses les illes Balears. La divisió està composta per la corbeta Mazarredo, el bergantí Volador i el vapor Vulcano, sent Topete el comandant de la Mazarredo.

## L'expedició als Estats Pontificis
Per aquell temps els disturbis produïts a Itàlia pels intents d'unificació i la proclamació de la República Romana havien despullat al Papa dels seus béns temporals. Ramón María Narváez y Campos, en aquells dies President del Consell de Ministres, va ordenar la formació d'un exèrcit i va despatxar una expedició a Roma, havent acordat prèviament el seu suport amb les principals potències catòliques: Àustria, França i les Dues Sicílies.
L'expedició estava formada pels vapors de rodes Isabel II, Vulcano, Lepanto, Piles, Castilla i Blasco de Garay, la fragata Cortés i les corbetes Vila de Bilbao i Mazarredo, al comandament del brigadier José María de Bustillo. Transportaven un exèrcit de 5.000 homes al comandament del general Fernando Fernández de Córdova, marquès de Mendigorría.
Després d'arribar a Gaeta i ser rebuts i beneïts pel papa Pius IX, es van posar en marxa, prenent posicions a Terracina i sense trobar una resistència seriosa al seu pas. Al cap de poc, i ja amb el camp buidat, va entrar el general francès Nicolas Charles Oudinot a Roma al capdavant de 30.000 homes restablint els Estats Pontificis.
La força expedicionària espanyola va tornar a la Península desil·lusionada, però satisfeta d'honors i guardons, com la Creu de Sant Silvestre que els va ser concedida pel papa Pius IX, més una altra no menys important concedida pel rei Ferran II de les Dues Sicílies, i la gràcia de la Reial Ordre i la Creu de la Molt Distingida Orde de Carles III, que va atorgar la Reina d'Espanya, per haver realitzat la seva labor amb efectiu zel. En aquest any de 1849, la Reial Armada espanyola es reduïa a un navili, cinc fragates, dues corbetes, un bergantí i sis vapors.

## Servei a Cuba
En 1851 fou nomenat secretari interí de la Comandància general de guardacostes. Posteriorment, en l'Arsenal de la Carraca se li va tornar a atorgar el comandament del bergantí Galiano i va ser destinat també de nou a l'Havana.
Amb motiu de la insurrecció cubana, durant 1853 i part de 1854 continua a Cuba. En 1854 es produeix el manifest d'Oostende, que afirma que «si Espanya no ven Cuba, els Estats Units la conquistaran».
A principis de 1857 és ascendit a capità de fragata i és nomenat segon comandant del navili Reina Isabel II. Posteriorment se l'ordena tornar a l'illa de Cuba, en haver-se quedat com a únic bastió dels territoris espanyols a Amèrica.
De l'1 d'agost al 7 de desembre de 1857 és nomenat cap de la divisió de forces subtils, destinades a la persecució del tràfic il·lícit de negres. Després se li atorga el comandament interí de la fragata Esperanza, que es convertirà en una experiència, per posteriorment lliurar-se-li el comandament d'una de les més modernes unitats de l'Armada, la fragata de vapor i hèlix Berenguela. Amb aquest buc realitza comissions a Veracruz, fent escales en Nova York i Tampico, en una comissió típica de mostrar bandera, abans de tornar a l'Havana. Realitza una altra comissió al port de Veracruz i al seu retorn a l'Havana se li comunica que ha estat nomenat comanador de l'Orde de Carles III.

## La Guerra d'Àfrica
Topete continuà en el comandament de la Berenguela fins al 9 d'agost de 1859, en què fou destinat com a major general de les forces navals d'Àfrica. Aquestes forces estaven compostes pels vapors de rodes Vasco Núñez de Balboa, Castella, Pizarro, Ulloa, Santa Isabel i Vigilante, més la goleta d'hèlix Buenaventura. Aquestes unitats eren les que escometien les missions de recórrer les costes del Rif i combatre la pirateria que exercien els vaixells marroquins contra els bucs mercants espanyols.
Quan a l'octubre de 1859 es declara la guerra oficialment, comença el bloqueig de les costes per l'Esquadra d'Operacions, composta pel navili Reina Isabel II, les fragates Princesa de Asturias i Blanca, les dues d'hèlix, la corbeta Villa de Bilbao, també d'hèlix, les urques Antillas i Marigalante, els vapors de rodes Isabel II, Colón, Vulcano, León, Alerta, Piles, Lepanto, Santa Isabel, Buenaventura, Ceres, Rosalía, Álava, Ferrol i San Antonio, a més de quatre falutxs i 16 petits canoners, al comandament del cap d'esquadra Segundo Díaz Herrera, i com a major general el capità de fragata Juan Bautista Topete.
Es van destacar bucs a l'oceà Atlàntic i van recolzar amb els seus focs l'avanç de l'exèrcit sobre Larraix, Arcila, Rabat i Salé, tot això malgrat la persistència del temporal. Per la ingent labor desenvolupada se li va concedir la creu de la Real i Militar Orde de Sant Ferran i la creu de l'Orde de Sant Hermenegild. El 7 d'abril de 1860 se li va atorgar per Reial Orde l'ocupació de coronel d'Infanteria, en recompensa als seus serveis en la guerra del Marroc, i el cos d'Enginyers de Mines el va distingir amb la seva Medalla d'Or.
En 1861 va ser nomenat Segon Comandant de l'arsenal de la Carraca (San Fernando (Cadis)), i l'1 d'abril de 1862 rep el comandament del navili Rey Francisco de Asís, últim navili de línia construït per Espanya, que estava convertit en escola naval flotant de marineria, la qual cosa li permetia compatibilitzar la seva responsabilitat a bord amb les seves tasques de diputat a Corts. Durant el temps que va ocupar aquest càrrec es va interessar per la política i es va afiliar a la Unió Liberal.

## La guerra del Pacífic
Una vegada finalitzada la legislatura, al juny de 1864 va rebre una Reial Ordre per la qual s'atorgava el comandament de la fragata d'hèlix Blanca. En començar el conflicte amb Perú i Xile de 1865 fou enviat a les illes d'Abato. En febrer de 1866 va apressar el vapor Paquete de Maule amb nombrosos mariners. El maig de 1866 també participaria en el bombardeig del Callao destrossant les fortificacions de Santa Rosa. El 3 de juliol de 1866 se li va atorgar la gran creu de l'Orde d'Isabel la Catòlica, per la seva meritòria labor en el combat d'Abtao.
Per una altra Reial Ordre del 19 de setembre, se li va concedir la Creu del Mèrit Naval per la seva decidida actuació en el combat del Callao. I pel seu comportament al llarg de tota la campanya, i per la ferida greu rebuda en el bombardeig del Callao, fou ascendit al grau de brigadier.
Va tornar a Madrid, però va ser rebut amb mal dissimulada hostilitat, ja que en aquells dies el Govern mirava de reüll als quals tenien antecedents revolucionaris o idees avançades, la qual cosa el va desil·lusionar bastant. Fou nomenat capità del port de Cadis, càrrec que va conservar fins al triomf de la revolució de setembre de 1868.

## LaGloriosa
Topete va prendre part molt activa en la preparació de la revolució, ja fos per les seves idees, ja pel disgust contret pel nomenament de Belda com a ministre de Marina, ja que la seva primera acció va ser rebaixar el pressupost per a la construcció de nous bucs de 31 milions a 6, la qual cosa significava que els esforços realitzats en els últims anys per reconstruir el poder de l'Armada s'enfonsaven per una irresponsabilitat política, al no poder continuar amb la construcció de bucs.

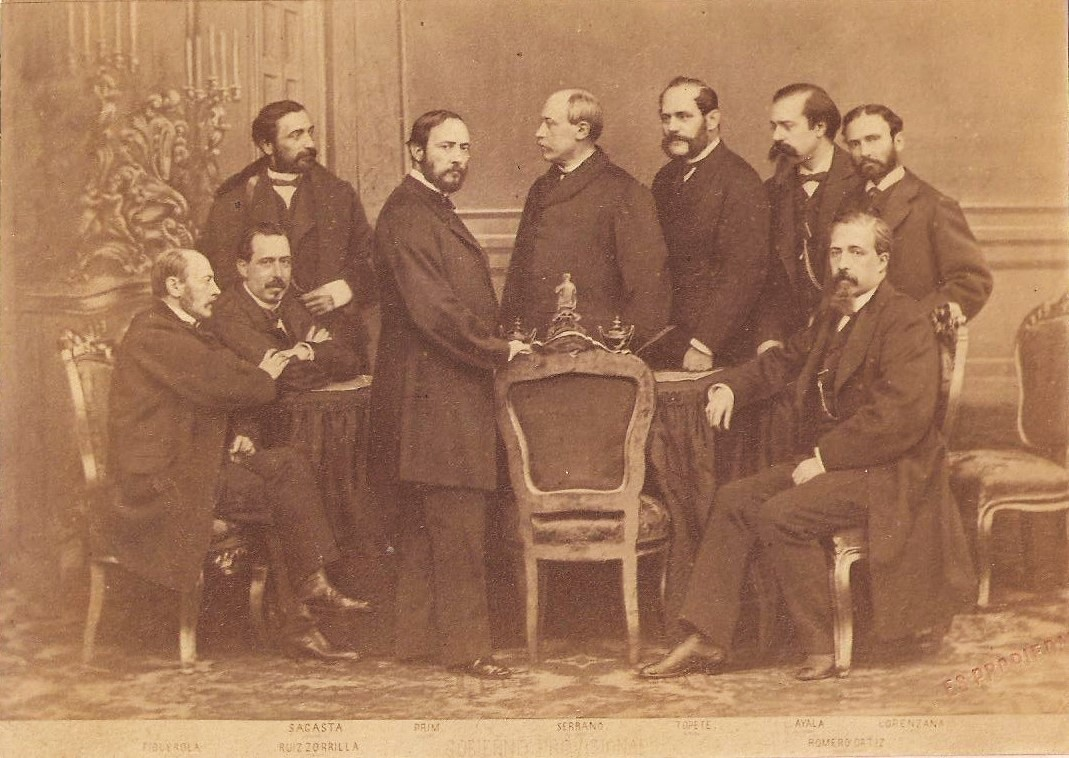
Govern Provisional, 1869. De la cantonada a l'esquerra: Figuerola, Ruiz Zorrilla, Sagasta, Joan Prim, Serrano, Topete, Adelardo López de Ayala, Lorenzana i Romero Ortiz (foto de J. Laurent).

En setembre de 1868 Joan Prim, Francisco Serrano, Domingo Dulce y Garay, Ramon Nouvillas i Ràfols, Rafael Primo de Rivera, Antonio Caballero de Rodas i el mateix Topete decideixen passar a l'acció. Topete haurà de revoltar a la flota al seu comandament. Pel que el 17 de setembre, estant a bord de la fragata cuirassada Zaragoza, fondejada en la badia de Cadis, va signar la primera proclamació de la Revolució de 1868.
Prim va arribar a Cadis la nit del 18 de setembre i l'esquadra revoltada composta per les fragates cuirassades Zaragoza i Tetuán, les de fusta Villa de Madrid i Libertad, més els vapors de rodes Isabel II, Vulcano i Ferrol, amb les goletes Concordia, Edetana, Ligera i altres bucs menors, amb ells va intimar a la rendició a la plaça, estant com a cap suprem Topete, al que van secundar els marins i la guarnició amb el poble, per la qual cosa el Governador militar, davant un enfrontament gairebé inevitable, va decidir lliurar la ciutat i unir-se als revoltats.
El primer que va fer va ser enviar al vapor Buenaventura a les illes Canàries, on el Govern havia bandejat als generals i almiralls que no estaven d'acord amb ell, aconseguint així un suport molt important i rellevant. Al retorn del vapor, el duc de la Torre, que venia en ell, va prendre el comandament, acompanyant-lo tots els generals deportats i va dirigir a la població i a Espanya un manifest encara més enèrgic, «Espanya amb honra!», subscrit per tots els dirigents del pronunciament.
El 19 al matí, al crit de «Visca la sobirania nacional!», l'esquadra del Mediterrani es va pronunciar per la revolució. S'hi van anar unint nombroses guarnicions del sud peninsular. Prim va formar immediatament un exèrcit, que es va engegar en direcció a Madrid, a la rodalia del qual es va lliurar la batalla del Pont d'Alcolea, on els isabelins van ser derrotats, la qual cosa va provocar el triomf de la Revolució.
Va sorgir llavors un problema: Topete era un home molt lleial a la Monarquia, per la qual cosa en principi no va estar d'acord amb el destronament de la legítima reina, Isabel II. Finalment el van convèncer que la salvació d'Espanya necessitava aquest sacrifici, i va acceptar unir-se a Prim si es nomenava rei al duc de Montpensier, del que era addicte incondicional. El capacitat i intrigant Montpensier s'havia col·locat del costat dels enemics d'Isabel II ja des de molt abans de la seva caiguda, amb la vana esperança d'aconseguir el tron d'Espanya, però va succeir llavors un desafortunat succés que va frustrar les seves aspiracions: el Duc es va enfrontar en duel a l'infant Enric de Borbó, duc de Sevilla (i cosí de l'esposa de Topete) i el va matar, quedant així fora de la candidatura al tron.
Topete, en canvi, va obtenir una gran popularitat; a la seva arribada a Madrid va ser rebut amb una gran ovació i en ser constituït el Govern Provisional (1868-1869) se li va donar la cartera de Marina. Amb modèstia i honradesa va refusar l'ascens a contraalmirall, i va ser elegit diputat a les eleccions generals espanyoles de 1869, per Madrid i Vic. Del seu pas pel ministeri de Marina va quedar la labor desenvolupada amb el seu esforç, per sufocar la insurrecció a l'illa de Cuba, pel que va demanar, i va obtenir de les Corts, lleves suplementàries per a completar les dotacions dels bucs.
Més tard, quan Serrano va ser nomenat Regent i Prim va passar a ocupar la Presidència del Consell de Ministres, es va ocupar a més del Ministeri d'Ultramar i del de Guerra (1869-1870). A més, entre el 25 d'agost i el 21 de setembre va ocupar la Presidència de forma interina, mentre Prim es trobava absent.

## El regnat d'Amadeu de Savoia
El 26 de novembre de 1870 es va realitzar una votació al Congrés dels Diputats per escollir al nou rei d'Espanya. Com es va decidir que fos Amadeu de Savoia, i no el duc de Montpensier, Topete va presentar la seva dimissió al duc de la Torre. Però el 27 de desembre Prim va patir un atemptat que li va provocar la mort tres dies més tard. Davant aquesta situació, el Govern va apel·lar una vegada més al patriotisme de Topete, qui va acceptar el càrrec de President del Consell de Ministres de forma interina fins al 4 de gener de 1871. El seu nou càrrec el va obligar a anar a rebre al nou rei.
Un temps després, no va ocultar les seves simpaties a les personalitats més conservadores del Partit Constitucional. Va ocupar el càrrec de Ministre d'Ultramar durant el govern de Sagasta (1871-1872, i es va mostrar pessimista pel que fa als assumptes sobre l'illa de Cuba, doncs no oblidava la premissa nord-americana de comprar o conquistar, mentre que veia que Espanya s'afeblia per les seves lluites internes. En el mes de juliol de 1871 va dir: «Jo no seré reformista respecte a Cuba, perquè és l'única manera de conservar algun temps més aquella bella província».
Al novembre del mateix any va afirmar en la Càmera que algun Ministre havia proposat la venda de l'illa de Cuba. Aquesta manifestació va aixecar una dura i profunda indignació i va obligar Ruiz Zorrilla a protestar a favor de la integritat nacional i a Figueres a sol·licitar que s'obrís una comissió de recerca, amb el propòsit d'esbrinar el nom del Ministre en qüestió que havia formulat tal proposició tan desafortunada. En aquest any se li va ascendir al grau de contraalmirall.
Posteriorment es va oposar políticament a les tendències dels radicals, que van ser combatudes per ell en els periòdics El Debate i El Gobierno.
Va ser cridat de nou a ocupar la cartera de Marina pel president del govern Sagasta en 1872; en canviar el President, a Serrano, va continuar en el seu Ministeri, i es va donar el cas que per uns dies, per absència del President, va ocupar el càrrec de President interinament (26 de maig-5 de juny).

## La República

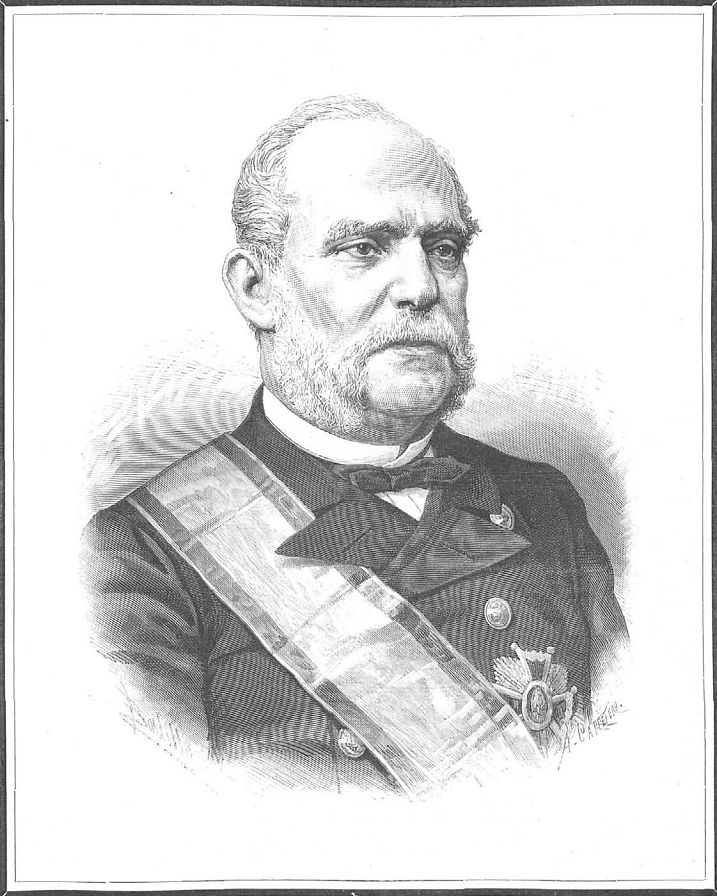
Retrat de Juan Bautista Topete, publicat a La Ilustración Española y Americana el 8 de novembre de 1885, després de la seva mort.

En proclamar-se la I República l'11 de febrer de 1873, fou empresonat uns dies a la presó militar de San Francisco de Madrid. En sortir es va allunyar del caos polític i de la capital, fins que van ser dissoltes les Corts Federals i el 3 de gener de 1874 es va formar el nou Govern de la República unitària, presidit pel seu antic col·lega el general Serrano. Topete va ser cridat per ocupar novament la seva cartera del ministeri de Marina.
En incrementar-se l'acció de la Tercera Guerra Carlina i encara conservant la cartera del Marina, es va dirigir cap al nord al capdavant dels batallons de Marina, que es van batre contra les tropes del bàndol contrari, conquistant a la baioneta les altures d'Abanto i Somorrostro.
En una de les accions i estant en primera línia, de les moltes vegades en què ho feia, una bala li va tallar la corretja que subjectava la beina de la seva espasa que tenia a la mà; somrient es va girar als seus homes dient: «Aquesta bala m'ha lliurat d'un pes inútil, perquè la meva espasa no ha d'embeinar-se en molts dies». De retorn a la capital, es va trobar que l'havien deixat fora del Govern, que de nou era presidit per Sagasta.

## La Restauració
La revolta militar de Sagunt, que va restaurar als Borbó en la figura d'Alfons XII, va merèixer per la seva banda les més enèrgiques censures i en veure que prosperava la tornada de l'anterior dinastia, va resoldre deixar la carrera militar i vestir de paisà; però en demanar l'exempció del servei li va ser denegat. En compensació, el nou Govern li va concedir pel seu comportament a Abanto i Somorrostro la Gran Creu i la Placa de Sant Hermenegildo.
L'any 1879 es va avenir a reconèixer a la monarquia d'Alfons XII, per la qual cosa fou nomenat president del Consell d'Administració dels fons per a premis a la Marina. En 1880 fou ascendit per rigorosa antiguitat al grau de vicealmirall. Un any després va ser nomenat senador vitalici, per Reial decret del 5 de setembre de 1881.
Va morir a Madrid en 1885, als 64 anys.

## Càrrecs polítics
| Juan Bautista Topete                                   | |                                                                 |
| Càrrec de govern                                       | |                                                                 |
| Precedit per: Joan Prim i Prats (President del Govern) | President del Govern (interí) (Llista de Presidents del Consell de Ministres) (27 de desembre de 1870 - 4 de gener de 1871) | Succeït per: Francisco Serrano Domínguez (President del Govern) |